# Molophilus flavidellus
Molophilus flavidellus là một loài ruồi trong họ Limoniidae. Chúng phân bố ở miền Australasia.